# 高山村 (愛媛県)
高山村（たかやまむら）は、1957年（昭和32年）まで愛媛県東宇和郡にあった村である。
現在の西予市の最西部に位置し、宇和海に突き出した農漁村であった。明治から太平洋戦争前まで石灰の生産で栄えたが、その後はミカン中心の農漁村。昭和の合併で明浜町の一部、さらに平成の合併で西予市となり、現在に至っている。

## 地理
現在の西予市の最西部。西と南は宇和海に面しており、北は三瓶町と宇和町（いずれも昭和期に一足先に合併）に、東は東宇和郡豊海村に接しているが、北は高い山で、東は切り立った海岸線が続いている。
- 岬: 大崎鼻

地名の由来
不詳

## 歴史
古代 - 中世
- 寛治3年 - 鴨社の分霊を賀茂神社に勧請したとの社記がある。
- 戦国時代には高山に宇都宮氏が城を築き支配していた。宇都宮氏は長宗我部氏の侵攻に際して、三間の岡本城で討ち死にした。

藩政期
- 宇和島藩領となる。
- 鯨塚にちなむ故事がある。
- 1672年（寛文12年） - 高山浦の庄屋長三郎が14名を引き連れて田之浜浦を移住開発。
- 1850年（寛永3年） - 高山で石灰の採取始まる（伝）。

明治以降
- 1874年（明治7年） - 高山学校開設。

高山村成立後
- 1889年（明治22年） 12月15日 - 町村制・市制施行時に、高山浦、田之浜浦2箇村の合併により高山村となる。
- 1893年（明治26年） - 石灰製造の会社設立。
- 1895年（明治28年） - 高山石灰製造組合設立。
- 1897年（明治30年） - 伊予高山銀行設立。
- 1898年（明治31年） - 高山石灰合資会社設立。
- 1903年（明治36年） - 高山漁業組合設立。
- 1908年（明治41年） - 高山郵便局開局。
- 1911年（明治44年） - 宇和島運輸の八幡浜 - 宇和島航路の寄航始まる。
- 1920年（大正9年） - 電灯ともる。
- 1948年（昭和23年） - 高山 - 卯之町間にバス開通。
- 1954年（昭和29年） - 台風15号の被害甚大。
- 1956年（昭和31年） - 高山保育所開設。
- 1958年（昭和33年）1月1日 - 豊海村との合併により明浜町となる。同時に、宮之浦が大字高山から分離、独立した大字となる。
昭和の合併に際しては、役場位置をめぐって高山を主張する高山村と、俵津を主張する俵津村・狩江村とが対立して大いに紛糾し、その結果、俵津・狩江の両村が一旦合併して豊海村をつくった。この経緯については、明浜町の記事を参照のこと。

```
高山村の系譜
（町村制実施以前の村）（明治期）
　　　　　　　　　　　町村制施行時
田之浜浦━━━━┓
　　　　　　　　┣━━━高山村━━━━━━━━━━━━┓
高山浦━━━━━┛　　　　　　　　　　　　　　　　　　┃
　　　　　　　　　　　　　　　　　　　　　　　　　　　┣━━━明浜町
俵津浦━━━━━━━━━俵津村━━━┓　　　　　　　　┃（昭和33年1月1日）
狩浜浦━━━━━┓　　　　　　　　　┣━━━豊海村━━┛
　　　　　　　　┣━━━狩江村━━━┛（昭和30年3月21日）
渡江浦━━━━━┛

（注記）明浜町の平成の合併の系譜については、明浜町の記事を参照のこと。

```

## 地域
明治の合併前の村である、高山浦、田之浜（たのはま）浦の2箇村がそのまま大字となった。昭和の合併に際して、大字高山から宮之浦（みやのうら）が分離、大字宮之浦となる。明浜町になっても、大字は存続された。
背後が山々で海岸線に迫っているため、集落は3つの浦に集中しており、西から田之浜、宮之浦、高山の順。役場もある大字高山が村の中心地であった。高山では主力産業の石灰採取業も営まれ、一時は1,000人もの作業員が当地で従事し、置屋もあったなど、殷賑を極めた。

## 行政
役場　
大字高山に置かれていた。

## 産業
農業
平地は乏しく、藩政期から段々畑を利用した甘藷芋の生産を主としていた。のちに、馬鈴薯。また、明治以降桑の栽培が広がり、繭も産した。戦後、食糧難の一時期を経た後、ウンシュウミカンへの転作が行なわれ、昭和40年代には傾斜地のほとんどは果樹園となった。ただし、東隣の豊海村に比べると、傾斜が急であることから樹園地面積は少ない。
漁業
当村の地域は藩政期から鰯漁が盛んであった。
鉱業
高山集落の東に石灰石を産する地があり、藩政期から既に採取が行なわれていたが、明治20年代以降急発展し、当地の一大産業となって繁栄を支えた。昭和の合併の際、当村の関係者が新町の役場を大字高山におくよう強く主張し、合併交渉が膠着したのも、こうした経済力を背景とした一面もあった。大正期までは繁栄を誇ったものの、質の悪化や採取コスト、新たな生産方法の出現等の問題が顕在化し、次第に衰退し、昭和50年代には細々と営まれる程度となっていった。採取・加工地は現在、再開発され観光レクリエーション地となっているが、一角には洞窟や、生産や積み出しに用いられた産業遺構が残っている。

## 交通
当村を通る鉄道はなく、最寄り駅は予讃線卯之町駅。昭和20年代に卯之町と結ぶ路線バスが開通した。
当村を含む宇和海沿岸の浦は、海岸線に沿った道路網が不十分であったことから海上交通が重要な役割を担っていた。明治40年代には宇和島運輸の八幡浜 - 宇和島航路が開設され、高山に寄航していた。

## 名所
- 鯨塚
- 若宮神社 - かっぱの狛犬